# Траппен, Пауль
Пауль Траппен (нем. Paul Trappen, 1887, Хайдвайлер — 22 февраля 1957, Трир) — немецкий борец, тяжелоатлет и цирковой силач.

## Биография

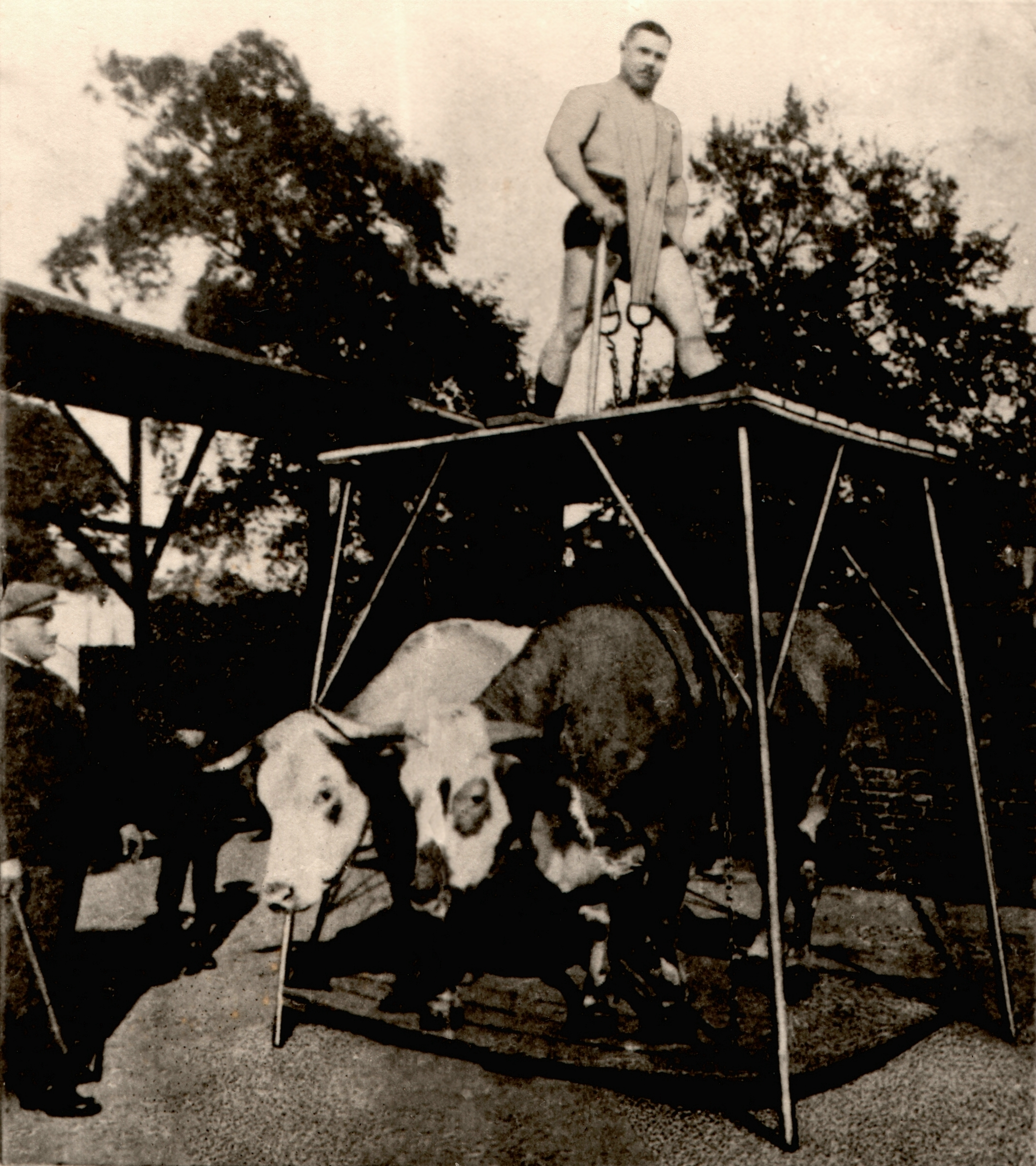
Пауль Траппен поднимает двух быков в 1913 году

Был сыном фермера Христиана Траппена (Christian Trappen) и Марии Катарины Гёрген (Maria Katharina Görgen) родом из Хасборна. Переехал как ученик мясника в Трир, где прожил до самой смерти. Женился в 1911 году на дочери трирского каменщика Сусанне Дир (Susanna Dier). У супругов родились дочери Анна и Екатерина и сын Йозеф. Зарабатывал на жизнь трактирщиком с 1920-х годов. Его трактир Trierer Rippchenhaus (Трирский Риппхенхаус) на Симеонштрассе был знаменит за пределами Трира, позже к нему присоединился ещё Eifeler Hof (Эйфелевский двор) на Брюкенштрассе.
Траппен зарекомендовал себя как самый сильный борец на юго-западе Германии на нескольких соревнованиях. В 1912 году победил в тяжелой атлетике на чемпионате Германии. В 1913 году стоя на платформе Пауль Траппен поднял за железную цепь платформу с двумя крупными быками (общая масса 2064 кг) на высоту почти в полметра. Этим он превзошёл достижение Джона Грюна. Траппену удалось поднять одной рукой трёх мужчин общей массой более 200 кг. Лежа на спине, он толкнул ногами двадцать человек, сидящих на доске (общей массой более 3000 кг).
Был принят в американский цирк Барнума и Бейли. После начала Первой мировой войны принял в ней участие как солдат. После войны выступал как силач.
В 1925 году успешно выступил в пятиборье, превзойдя достижение действующего олимпийского чемпиона Бу Линдмана. Германия на Игры в Париже в 1924 году не была допущена из-за организации Первой мировой войны. Позднее Пауль Траппен не принимал участия в Олимпийских играх из-за статуса профессионала (до Второй мировой войны Олимпийские игры были соревнованиями любителей), но на других соревнованиях превосходил результаты олимпийских чемпионов 1924, 1928 и 1936 годов Бу Линдмана, Свена Тофельта и Готарда Хандрика. Установил мировой рекорд в силовом троеборье.
Много лет занимался тренерской деятельностью и работой в спортивном клубе Трира. Его учениками были Якоб Фогт, участник Олимпийских игр 1928 года в Амстердаме, где занял 4-е место в среднем весе в тяжёлой атлетике, Хельмут Опшруф, участник Олимпийских игр 1936 года в Берлине, где занял 4-е место в среднем весе в тяжёлой атлетике, Освальд Юнкес, занявший пятое место на чемпионате Европы по тяжёлой атлетике 1951 года, участник Олимпийских игр в Хельсинки в 1952 году и его сын Йозеф Траппен.